# Гай Папирий
Гай Папи́рий (лат. Gaius Papirius; умер после 509 года до н. э.) — древнеримский великий понтифик (в 509 году до н. э.) и автор некоторых законов.
Гай происходил из древнеримского рода Папириев. Ему приписывается закон Ius Civile Papirianum, хотя утверждают, что закон был написан неким Секстом Папирием. Впрочем, возможно, что это — одни и те же лица. Также известно, что Папирий собрал воедино все религиозные постановления со времён Нумы Помпилия. Очень мало информации дошло до нас о нём.